# La Noguera (Gurb)
La Noguera és una masia de Gurb (Osona) inclosa a l'Inventari del Patrimoni Arquitectònic de Catalunya.

## Descripció
La característica principal de la masia és la superposició i annexió de cossos de diferents funcionalitats (habitatge, agrícola, domèstica...), que amaguen l'estructura inicial clàssica de la masia.
Tots els elements que caracteritzen les masies de Gurb hi són presents: el porxo o galeria, la lliça, la portalada coberta de teulada a doble vessant, el paller, les petites obertures, etc., però totalment desorganitzades i formant un conjunt compacte.
La precarietat del sistema constructiu corrobora la dificultat d'independitzar cada un dels espais i datar-lo.

## Història
La reconstrucció, consolidació i adaptació de les antigues masies segons les noves necessitats és evident en aquesta construcció.
En algunes ocasions, com en la present, no es té en compte la preservació de les antigues estructures com a fenomen estètic, però sí funcional, ja que els cossos se sobreposen uns als altres, esdevenint, al llarg del temps, estructures totalment heterogènies.